# Associazione Sportiva Bisceglie 2020-2021
Questa voce raccoglie le informazioni riguardanti l'Associazione Sportiva Bisceglie nelle competizioni ufficiali della stagione 2020-2021.

## Divise e sponsor
Lo sponsor tecnico per la stagione 2020-2021 è Givova, mentre lo sponsor ufficiale è Racanati.

## Organigramma societario
Area direttiva
- Proprietario: A.S. Bisceglie S.r.l.
- Presidente: Vincenzo Racanati
- Vice Presidente: Vito D'Addato
- Presidenti Onorari: Francesco De Martino, Giuliano Mastrototaro
- Amministratore Unico e Responsabile Finanza e Controllo: Silvestro Carbotti
- Direttore Generale: Paolo Tavano
- Supporto Direttore Generale: Alessandro Gabriele Ciani Passeri
- Segretario Generale: Pietro Ingravallo
- Responsabile Rapporti Istituzionali ed Affari Legali: Massimo Ingravalle
- Dirigenti accompagnatori: Livio Scuotto, Andrea Di Buduo, Giuliano Mastrototaro, Mauro D'Addato, Giovanni Somma, Damiano Loprien

Area comunicazione e marketing
- Responsabile Marketing e Comunicazione: Vito Pellegrini
- Responsabile Ufficio Stampa: Gianni Casella
- Addetto Stampa: Corrado Misino
- Collaboratrice Ufficio Stampa: Valentina Sinigaglia
- Responsabile Produzione Video e Grafica: Raffaele Petruzzelli
- Delegato Gestione Eventi: Pasquale Alicino
- Vice Delegato Gestione Eventi: Ruggiero Di Corato
- Fotografo: Emmanuele Mastrodonato

Area sportiva
- Team Manager: Leopoldo Capurso
- SLO: Francesco D'Azzeo

Area tecnica
- Allenatore: Giovanni Bucaro
- Vice allenatore: Carlo Ricchetti
- Preparatore atletico: Claudio Capacchione
- Allenatore dei portieri: Vincenzo Marinacci

Area sanitaria
- Responsabile sanitario: Angelo Paolo Amico
- Operatore sanitario: tommaso De Ruvo
- Recupero infortuni: Michele Dell'Olio

## Rosa
Aggiornata al 31 dicembre 2021.
| N. |                    | Ruolo | Calciatore       |
| -- | ------------------ | ----- | ---------------- |
| 1  | Italia (bandiera)  | P     | Antonio Russo    |
| 2  | Italia (bandiera)  | D     | Luigi Barletta   |
| 2  | Italia (bandiera)  | D     | Gianluca Bassano |
| 3  | Francia (bandiera) | D     | Maxime Giron     |
| 4  | Italia (bandiera)  | D     | Mario De Marino  |
| 5  | Italia (bandiera)  | D     | Giusto Priola    |
| 6  | Italia (bandiera)  | D     | Edoardo Vona     |
| 7  | Marocco (bandiera) | A     | Mohamed Mansour  |
| 8  | Italia (bandiera)  | C     | Andrea Cittadino |
| 9  | Italia (bandiera)  | A     | Giacomo Cecconi  |
| 10 | Italia (bandiera)  | A     | Fabio Padulano   |
| 11 | Italia (bandiera)  | A     | Daniele Rocco    |
| 12 | Italia (bandiera)  | P     | Ruggiero Sapri   |
| 12 | Italia (bandiera)  | P     | Andrea Loliva    |
| 13 | Italia (bandiera)  | C     | Nicola Zagaria   |
| 14 | Italia (bandiera)  | C     | Luca Cigliano    |

| N. |                    | Ruolo | Calciatore          |
| -- | ------------------ | ----- | ------------------- |
| 14 | Camerun (bandiera) | A     | Yannick Makota      |
| 15 | Italia (bandiera)  | C     | Claudio Ferrante    |
| 16 | Italia (bandiera)  | D     | Salvatore Pelliccia |
| 16 | Italia (bandiera)  | C     | Filippo Gilli       |
| 17 | Italia (bandiera)  | D     | Michele Laraspata   |
| 18 | Italia (bandiera)  | A     | Antonino Musso      |
| 19 | Italia (bandiera)  | A     | Vincenzo Vitale     |
| 20 | Italia (bandiera)  | C     | Giuseppe Lauria     |
| 20 | Italia (bandiera)  | C     | Marco Romizi        |
| 21 | Italia (bandiera)  | C     | Adriano Casella     |
| 22 | Italia (bandiera)  | P     | Andrea Spurio       |
| 23 | Italia (bandiera)  | C     | Giuseppe Maimone    |
| 24 | Brasile (bandiera) | A     | Francisco Sartore   |
| 25 | Italia (bandiera)  | D     | Slavtore Tazza      |
| 26 | Italia (bandiera)  | D     | Enrico Altobello    |
| 28 | Italia (bandiera)  | C     | Matteo Pedrini      |

## Risultati

### Serie C

#### Girone di andata
| Arbitro: | Nicolini (Brescia) |

|            |           |                                              |
| Curcio 10’ | Marcatori | 13’ (rig.), 90+6’ (rig.) Cittadino 73’ Rocco |

| Arbitro: | Pirrotta (Barcellona Pozzo di Gotto) |

|  |           |                    |
|  | Marcatori | 53’ (rig.) De Rosa |

| Avellino 9 dicembre 2020, ore 15:00 CEST 3ª giornata                                                  | Avellino  | 4 – 2 referto           | Bisceglie | Stadio Partenio-Adriano Lombardi |
| \| \| \| \| \| Silvestri 4’ Fella 49’, 83’ Santaniello 72’ \| Marcatori \| 67’ Sartore 90+4’ Musso \| |           |                         |           |                                  |
| |           |                         |           |                                  |
| Silvestri 4’ Fella 49’, 83’ Santaniello 72’                                                           | Marcatori | 67’ Sartore 90+4’ Musso |           |                                  |

| Arbitro: | Villa (Rimini) |

|  |           |              |
|  | Marcatori | 41’ Giannone |

| Arbitro: | Ricci (Firenze) |

|                         |           |              |
| Maimone 18’ Mansour 33’ | Marcatori | 87’ Luperini |

| Arbitro: | Giaccaglia (Jesi) |

|           |           |             |
| Rossi 16’ | Marcatori | 89’ Sartore |

| 25 ottobre 2020 7ª giornata |  | – Riposo |  |  |

| Arbitro: | Perri (Roma) |

|              |           |  |
| Fantacci 85’ | Marcatori |  |

| Arbitro: | Fontani (Siena) |

|                        |           |               |
| Cittadino 90+5’ (rig.) | Marcatori | 57’ Zambataro |

| Arbitro: | Bordin |

|                                        |           |  |
| Serao 4’ Calapai 42’ Priola 81’ (aut.) | Marcatori |  |

| Bisceglie 20 gennaio (recupero) 2021, ore 15:00 CET 11ª giornata | Bisceglie | 0 – 1       | Casertana | Stadio Gustavo Ventura |
| \| \| \| \| \| \| Marcatori \| 46’ Cuppone \|                    |           |             |           |                        |
|                                                                  |           |             |           |                        |
|                                                                  | Marcatori | 46’ Cuppone |           |                        |

| Arbitro: | Turrini (Firenze) |

|          |           |           |
| Diop 23’ | Marcatori | 88’ Musso |

| Arbitro: | Fiero |

|             |           |                   |
| Mansour 66’ | Marcatori | 10’ (rig.) Cianci |

| Arbitro: | Giaccaglia |

|                                |           |  |
| Partipilo 8’, 50’ Proietti 40’ | Marcatori |  |

| Arbitro: | Gualtieri |

|                      |           |                                        |
| Cittadino 12’ (rig.) | Marcatori | 38’ Di Massimo 48’ Contessa 62’ Evacuo |

| Arbitro: | Centi |

|                                   |           |              |
| Vazquez 36’ (rig.) Puntoriere 52’ | Marcatori | 90+5’ Makota |

| Arbitro: | Di Carrano |

|           |           |  |
| Musso 79’ | Marcatori |  |

| Arbitro: | Calzavara |

|             |           |             |
| Plescia 11’ | Marcatori | 17’ Mansour |

| Bisceglie 17 gennaio 2021, ore 17:30 CET 19ª giornata | Bisceglie | 0 – 1 referto | Bari | Stadio Gustavo Ventura |
| \| \| \| \| \| \| Marcatori \| 86’ Antenucci \|       |           |               |      |                        |
|                                                       |           |               |      |                        |
|                                                       | Marcatori | 86’ Antenucci |      |                        |

#### Girone di ritorno
| Bisceglie 24 gennaio 2021, ore 15:00 CEST 20ª giornata | Bisceglie | 0 – 0 referto | Foggia | Stadio Gustavo Ventura (0 spett.)\| Arbitro: \| Maggio \| |
| Arbitro:                                               | Maggio    |               |        |                                                           |

| Arbitro: | Gallipò |

|                                      |           |                      |
| Bubas 11’ (rig.), 64’ Montaperto 70’ | Marcatori | 22’ (rig.) Cittadino |

| Bisceglie 3 febbraio 2021, ore 20:30 CEST 22ª giornata        | Bisceglie | 1 – 1           | Avellino | Stadio Gustavo Ventura (0 spett.) |
| \| \| \| \| \| Cecconi 33’ \| Marcatori \| 49’ Bernardotto \| |           |                 |          |                                   |
|                                                               |           |                 |          |                                   |
| Cecconi 33’                                                   | Marcatori | 49’ Bernardotto |          |                                   |

| Arbitro: | Zamagni |

|                            |           |                                    |
| Giannone 84’ Persano 90+1’ | Marcatori | 28’ Altobello 78’ (rig.) Cittadino |

| Arbitro: | Maggio |

|                             |           |          |
| Lucca 14’, 84’ Luperini 37’ | Marcatori | 7’ Rocco |

| Bisceglie 17 febbraio 2021, ore 15:00 CEST 25ª giornata | Bisceglie | 1 – 0 | Viterbese | Stadio Gustavo Ventura (0 spett.) |
| \| \| \| \| \| Musso 74’ \| Marcatori \| \|             |           |       |           |                                   |
|                                                         |           |       |           |                                   |
| Musso 74’                                               | Marcatori |       |           |                                   |

| Bisceglie 28 febbraio 2021, ore 15:00 CEST 26ª giornata | Bisceglie | 0 – 1 referto | Juve Stabia | Stadio Gustavo Ventura (0 spett.) |
| \| \| \| \| \| \| Marcatori \| 64’ Borrelli \|          |           |               |             |                                   |
|                                                         |           |               |             |                                   |
|                                                         | Marcatori | 64’ Borrelli  |             |                                   |

| Monopoli 3 marzo 2021, ore 15:00 CEST 28ª giornata           | Monopoli  | 1 – 1 referto | Bisceglie | Stadio Vito Simone Veneziani (0 spett.) |
| \| \| \| \| \| De Paoli 82’ \| Marcatori \| 71’ Cittadino \| |           |               |           |                                         |
|                                                              |           |               |           |                                         |
| De Paoli 82’                                                 | Marcatori | 71’ Cittadino |           |                                         |

| Bisceglie 7 marzo 2021, ore 15:00 CEST 29ª giornata                        | Bisceglie | 0 – 3 referto                            | Catania | Stadio Gustavo Ventura (0 spett.) |
| \| \| \| \| \| \| Marcatori \| 62’ Silvestri 64’ Russotto 72’ Di Piazza \| |           |                                          |         |                                   |
|                                                                            |           |                                          |         |                                   |
|                                                                            | Marcatori | 62’ Silvestri 64’ Russotto 72’ Di Piazza |         |                                   |

| Caserta 14 marzo 2021, ore 15:00 CEST 30ª giornata | Casertana | 0 – 1 referto | Bisceglie | Stadio Alberto Pinto (0 spett.) |
| \| \| \| \| \| \| Marcatori \| 24’ Rocco \|        |           |               |           |                                 |
|                                                    |           |               |           |                                 |
|                                                    | Marcatori | 24’ Rocco     |           |                                 |

| Bisceglie 17 marzo 2021, ore 15:00 CEST 31ª giornata | Bisceglie | 0 – 1 referto | Paganese | Stadio Gustavo Ventura (0 spett.) |
| \| \| \| \| \| \| Marcatori \| 26’ Squillace \|      |           |               |          |                                   |
|                                                      |           |               |          |                                   |
|                                                      | Marcatori | 26’ Squillace |          |                                   |

| Potenza 21 marzo 2021, ore 15:00 CEST 32ª giornata                  | Potenza   | 2 – 1 referto | Bisceglie | Stadio Alfredo Viviani (0 spett.) |
| \| \| \| \| \| Sepe 15’ Salvemini 87’ \| Marcatori \| 57’ Makota \| |           |               |           |                                   |
|                                                                     |           |               |           |                                   |
| Sepe 15’ Salvemini 87’                                              | Marcatori | 57’ Makota    |           |                                   |

| Bisceglie 28 marzo 2021, ore 15:00 CEST 33ª giornata                  | Bisceglie | 1 – 2 referto           | Ternana | Stadio Gustavo Ventura (0 spett.) |
| \| \| \| \| \| Cecconi 84’ \| Marcatori \| 29’ Paghera 78’ Suagher \| |           |                         |         |                                   |
|                                                                       |           |                         |         |                                   |
| Cecconi 84’                                                           | Marcatori | 29’ Paghera 78’ Suagher |         |                                   |

| Catanzaro 4 aprile 2021, ore 15:00 CEST 34ª giornata | Catanzaro | 1 – 0 referto | Bisceglie | Stadio Nicola Ceravolo (0 spett.) |
| \| \| \| \| \| Curiale 67’ \| Marcatori \| \|        |           |               |           |                                   |
|                                                      |           |               |           |                                   |
| Curiale 67’                                          | Marcatori |               |           |                                   |

| Bisceglie 11 aprile 2021, ore 17:30 CEST 35ª giornata | Bisceglie | 1 – 0 referto | Virtus Francavilla | Stadio Gustavo Ventura (0 spett.) |
| \| \| \| \| \| Mansour 27’ \| Marcatori \| \|         |           |               |                    |                                   |
|                                                       |           |               |                    |                                   |
| Mansour 27’                                           | Marcatori |               |                    |                                   |

| Teramo 14 aprile 2021, ore 15:00 CEST 36ª giornata               | Teramo    | 2 – 0 referto | Bisceglie | Stadio Gaetano Bonolis (0 spett.) |
| \| \| \| \| \| Bombagi 8’ Arrigoni 51’ (rig.) \| Marcatori \| \| |           |               |           |                                   |
|                                                                  |           |               |           |                                   |
| Bombagi 8’ Arrigoni 51’ (rig.)                                   | Marcatori |               |           |                                   |

| Bisceglie 18 aprile 2021, ore 15:00 CEST 37ª giornata | Bisceglie | 1 – 0 referto | Vibonese | Stadio Gustavo Ventura (0 spett.) |
| \| \| \| \| \| Mansour 21’ \| Marcatori \| \|         |           |               |          |                                   |
|                                                       |           |               |          |                                   |
| Mansour 21’                                           | Marcatori |               |          |                                   |

| Bari 25 aprile 2021, ore 20:30 CEST 38ª giornata                    | Bari      | 2 – 1 referto | Bisceglie | Stadio San Nicola (0 spett.) |
| \| \| \| \| \| D'Ursi 42’ Antenucci 86’ \| Marcatori \| 5’ Rocco \| |           |               |           |                              |
|                                                                     |           |               |           |                              |
| D'Ursi 42’ Antenucci 86’                                            | Marcatori | 5’ Rocco      |           |                              |

#### Play Out
| Bisceglie 15 maggio 2021, ore 17:30 CEST andta                   | Bisceglie | 2 – 1 referto | Paganese | Stadio Gustavo Ventura (0 spett.) |
| \| \| \| \| \| Makota 15’ Priola 36’ \| Marcatori \| 66’ Diop \| |           |               |          |                                   |
|                                                                  |           |               |          |                                   |
| Makota 15’ Priola 36’                                            | Marcatori | 66’ Diop      |          |                                   |

| Pagani 22 maggio 2021, ore 17:30 CEST ritorno | Paganese | 3 – 2 | Bisceglie | Stadio Marcello Torre (0 spett.) |

### Statistiche di squadra
| Competizione | Punti | In casa | In casa | In casa | In casa | In casa | In casa | In trasferta | In trasferta | In trasferta | In trasferta | In trasferta | In trasferta | Totale | Totale | Totale | Totale | Totale | Totale | D.R. |
| Competizione | Punti | G       | V       | N       | P       | Gf      | Gs      | G            | V            | N            | P            | Gf           | Gs           | G      | V      | N      | P      | Gf     | Gs     | D.R. |
| ------------ | ----- | ------- | ------- | ------- | ------- | ------- | ------- | ------------ | ------------ | ------------ | ------------ | ------------ | ------------ | ------ | ------ | ------ | ------ | ------ | ------ | ---- |
| Serie C      | 30    | 18      | ?       | ?       | ?       | ?       | ?       | 18           | ?            | ?            | ?            | ?            | ?            | 36     | 7      | 9      | 20     | 28     | 51     | -23  |

### Andamento in campionato
| Giornata  | 1 | 2 | 3 | 4 | 5 | 6 | 7 | 8 | 9 | 10 | 11 | 12 | 13 | 14 | 15 | 16 | 17 | 18 | 19 | 20 | 21 | 22 | 23 | 24 | 25 | 26 | 27 | 28 | 29 | 30 | 31 | 32 | 33 | 34 | 35 | 36 | 37 | 38 |
| --------- | - | - | - | - | - | - | - | - | - | -- | -- | -- | -- | -- | -- | -- | -- | -- | -- | -- | -- | -- | -- | -- | -- | -- | -- | -- | -- | -- | -- | -- | -- | -- | -- | -- | -- | -- |
| Luogo     | T | C | T | C | C | T | R | T | C | T  | C  | T  | C  | T  | C  | T  | C  | T  | C  | C  | T  | C  | T  | T  | C  | R  | C  | T  | C  | T  | C  | T  | C  | T  | C  | T  | C  | T  |
| Risultato | V | P |   | P | V | N | - | P | N |    |    | N  |    |    |    |    |    |    |    |    |    |    |    | -  |    |    |    |    |    |    |    |    |    |    |    |    |    |    |
| Posizione |   |   |   |   |   |   |   |   |   |    |    |    |    |    |    |    |    |    |    |    |    |    |    |    |    |    |    |    |    |    |    |    |    |    |    |    |    |    |

Fonte:  Classifica Serie C - Girone C, su lega-pro.com.
Legenda:

Luogo: C = Casa; T = Trasferta. Risultato: V = Vittoria; N = Pareggio; P = Sconfitta.

### Statistiche dei giocatori
Sono in corsivo i calciatori che hanno lasciato la società a stagione in corso.
| Giocatore    | Serie C  | Serie C | Serie C     | Serie C    |
| Giocatore    | Presenze | Reti    | Ammonizioni | Espulsioni |
| ------------ | -------- | ------- | ----------- | ---------- |
| E. Altobello | 25       | 1       | 9           | 0          |
| G. Bassano   | 8        | 0       | 0           | 0          |
| F. Casella   | 5        | 0       | 1           | 0          |
| G. Cecconi   | 13       | 2       | 2           | 0          |
| L. Cigliano  | 8        | 0       | 2           | 0          |
| A. Cittadino | 25       | 7       | 8           | 0          |
| D. De Marino | 20       | 0       | 1           | 1          |
| C. Ferrante  | 7        | 0       | 1           | 0          |
| F. Gilli     | 4        | 0       | 0           | 0          |
| J. Giron     | 32       | 0       | 4           | 0          |
| Y. Hassan    | 1        | 0       | 0           | 0          |
| A. Ibrahim   | 2        | 0       | 0           | 0          |
| M. Laraspata | 1        | 0       | 0           | 0          |
| G. Lauria    | 2        | 0       | 0           | 0          |
| G. Maimone   | 30       | 1       | 9           | 0          |
| N. Makota    | 16       | 2       | 1           | 0          |
| M. Mansour   | 29       | 5       | 1           | 0          |
| A. Musso     | 29       | 4       | 5           | 1          |
| F. Padulano  | 17       | 0       | 0           | 0          |
| M. Pedrini   | 7        | 0       | 3           | 1          |
| S. Pelliccia | 12       | 0       | 1           | 0          |
| G. Priola    | 33       | 0       | 4           | 0          |
| D. Rocco     | 32       | 4       | 3           | 0          |
| M. Romizi    | 19       | 0       | 5           | 0          |
| A. Russo     | 18       | 0       | 1           | 0          |
| F. Sartore   | 30       | 2       | 2           | 0          |
| A. Spurio    | 17       | 0       | 2           | 0          |
| G. Tarantino | 5        | 0       | 0           | 0          |
| S. Tazza     | 15       | 0       | 4           | 0          |
| V. Vitale    | 17       | 0       | 7           | 0          |
| E. Vona      | 25       | 0       | 3           | 0          |
| N. Zagaria   | 18       | 0       | 3           | 0          |